# Salihiyya
Salihiyya ist ein islamischer Orden (Tariqa) innerhalb des Sufismus, der besonders in Somalia und in der angrenzenden äthiopischen Region Ogaden verbreitet ist. Ordensgründer ist der aus dem Sudan stammende Scheich Sayyid Muhammad Salih (1854–1919).

## Entstehung
Im 17. Jahrhundert kamen die ersten Sufi-Scheichs des im 13. Jahrhundert im Maghreb gegründeten Schadhiliyya-Ordens über Ägypten in den Sudan. Als Organisation trat dieser Orden ab dem 19. Jahrhundert im Sudan unter dem Einfluss des Sufi-Gelehrten Ahmad ibn Idris al-Fasi (1760–1837) in Erscheinung. Der aus Marokko stammende Ibn Idris war nie im Sudan gewesen und verbrachte die meiste Zeit in Mekka und Südarabien. Er bevorzugte und unterrichtete in Mekka, ohne formal eine eigene Bruderschaft zu gründen, die Regeln des üblichen Schadhiliyya. Dennoch begannen einige seiner Schüler in Mekka ihre eigene Karriere und verbreiteten seine Lehren zunächst als Idrisiyya. Zu den einflussreichsten Schülern Ibn Idris gehörten Muhammad ibn Ali al-Sanusi (1787–1859), der in der Kyrenaika den Sanussiya-Orden gründete, Muhammad al-Majdhub as-Sughayir (1796–1833), der ab 1815 im Osten des Sudan missionierte und dort die einflussreiche Khatmiyya-Bruderschaft gründete und als dritter Ibrahim al-Raschid (1813–1874), der bei Ibn Idris war, als dieser starb. Al-Raschid folgte anfangs al-Sanusi, trennte sich von ihm, um in seinem Heimatland Sudan eine eigene Tariqa, die Raschidiyya in Konkurrenz zur Khatmiyya zu bilden. Al-Raschids Popularität in Mekka, besonders unter reichen indischen Pilgern, ließ ihn ein beträchtliches Vermögen anhäufen, das er zu seiner Familie in der nordsudanesischen Shayqiyya-Region sandte. Nach seinem Tod wurde die Raschidiyya abermals gespalten, es entstanden außerhalb des Sudan mehrere Zweige der Bruderschaft, deren bekanntester die Salihiyya in Somalia wurde.

## Verbreitung
Muhammad Salih, (auch: al-Amin w. Muhammad Salih b. al-Tiweym) wurde in al-Kurru geboren, im religiösen und politischen Einflussbereich der nubischen Shayqiyya, der sich nördlich des 4. Katarakts erstreckte, vom Gebiet um al-Kurru im Westen bis zu einem weiteren Schwerpunkt weiter östlich um Shendi. Er studierte bei seinem Vater Muhammad (Wad al-Sughayr) in seiner Heimat malikitisches Recht, ging zu seinem Onkel al-Raschid nach Mekka und trat, als der Lehrer 1874 starb, „offiziell“ dessen Nachfolge an. Um 1887 etablierte er unter dem Namen Salihiyya einen eigenen Zweig dieses Ordens in der Tradition Ibn Idrisis. Von Mekka aus verbreitete sich seine Lehre; mit Pilgern gelangte sie bis nach Indien und nach Ostafrika. Besonders erfolgreich war die Salihiyya-Lehre entlang der somalischen Küste, wo sie durch von der Pilgerreise zurückgekehrte einflussreiche Somali verbreitet wurde. Muhammad Salih ging in den Sudan zurück und unterrichtete einige Shayqiyya-Leute in der Gegend südlich von Shendi. Dort gründete er im Dorf Salawa-Tabqa, wo er später verstarb, eine Moschee und ein spirituelles Zentrum (Chalwa). Wie al-Raschid verband auch Muhammad Salih Religion mit Handel, aus dem er, wie aus dem von seiner Tariqa bewirtschafteten Ackerland Überschuss erzielte, den er seiner Familie zukommen ließ.
Größte Sufi-Gemeinschaft in Somalia ist die Qadiriyya-Bruderschaft, die sich in einigen Siedlungen in Ostafrika ab den 1820er Jahren verbreitete und in Somalia ab Ende des 19. Jahrhunderts mit Scheich Uways ibn Muhammad al-Barawi (1847–1909) die treibende Kraft erhielt. Schärfste Konkurrenz waren die Salihiyya; Uways und einige seiner Gefolgsleute wurden 1909 von Mitgliedern der Salihiyya in Südsomalia, dem Zentrum ihrer Qadiriyya-Bewegung ermordet. Zu den Somali, die die Salihiyya-Lehre unter ihren Clans verbreiteten, gehörte Muhammad Qulid al-Raschidi, der viele Anhänger gewann und wirtschaftlich erfolgreich war, indem er einige landwirtschaftliche Siedlungen gründete. Scheich Muhammad Gulayd († 1918), ein früherer Sklave, führte als erster die Salihiyya in das Gebiet von Jawhar nördlich von Mogadischu ein. Daneben entstanden einige kleinere Gruppen wie die Dandarawiyya und die Rifaiyya, die als Ableger der Qadiriyya unter den arabischen Einwohnern von Mogadischu populär ist.
Der bekannteste Salihiyya-Prediger in Somalia war Mohammed Abdullah Hassan (1864–1920), ein Somalier aus dem Norden (Somaliland), der 1894 eineinhalb Jahre in Mekka verbrachte und dort von Muhammad Salih in den Orden eingeweiht wurde, weil Salih von seinen Glaubensbrüdern gebeten wurde, er müsse zur Propagierung seiner Tariqa in Somalia unbedingt einen Einheimischen entsenden. Mohammed Abdullah Hassan wurde in Mekka auch durch die äußerst konservativen Reformideen der Wahhabiten beeinflusst.
Nach Hause zurückgekehrt, hatte er sogleich soviel Erfolg, dass er sich zum Führer (Khalifa) der Salihiyya in Somalia erklärte. Wie sein Rivale Uways schrieb er Gedichte in Somali. Bei seiner Ankunft in Somalia geriet der puritanische Abdullah Hassan, der wegen seines Fanatismus von den Briten später „Mad Mullah“ genannt wurde, mit dem gemäßigteren Uways in Konflikt, weil er gegen den Genuss von Tabak, Kath und gegen die Heiligenverehrung predigte. Mit seinen Getreuen bildete er eine bewaffnete Truppe und führte ab 1899 einen 20-jährigen Dschihad gegen alle Ungläubigen. Damit waren die im Land anwesenden Briten und Italiener und die christlichen Amharen im Ogaden gemeint. Dorthin wollte er seinen Islam ausbreiten und griff 1900 wegen einer Provokation als erstes die äthiopische Garnison Jijiga an, wurde aber in für beide Seiten verlustreichen Kämpfen zurückgeschlagen. Abdullah Hassans Darawiisch- (Derwisch)-Armee leistete bis zu seinem Todesjahr 1920 in Somalia und im Ogaden den heftigsten Widerstand gegen die britische Kolonialpräsenz. 
Der Tod des Qadiriyya-Führers Uways war ein Schock für das Land, er wurde auch außerhalb der Bruderschaft von vielen Somaliern als Märtyrer verehrt. Der Glaubensstreit zwischen Qadiriyya und Salihiyya in Somalia hatte sich zu Zeiten Abdullah Hassans außerdem verschärft, weil die Qadiriyya-Anhänger in ihren Gebieten mit den christlichen Europäern zusammenarbeiteten. Zudem stand die Qadiriyya für eine seit längerem etablierte mystische Form des Islam, die Ekstase und Volksglauben beinhaltete, während die Salihiyya den heiligen Krieg nicht nur gegen die Christen, sondern auch gegen ihre muslimischen Verbündeten betrieben und, zumindest unter Abdullah Hassan, jedes Zugeständnis an die kulturelle Tradition ablehnten. Mad Mullah genoss jedoch nicht die volle Unterstützung aller Salihiyya, von der Führung in Mekka wurde er zu seiner Zeit nicht anerkannt.

## Gegenwart
Von fast allen Somali, unabhängig von ihrer Zugehörigkeit zum Salihiyya-Orden, wird Abdallah Hassan dagegen als zweiter Nationalheld nach Mohammed Gran verehrt. Seine Gedichte werden noch heute im Volk weitergegeben. Wie die anderen Bruderschaften sind die Salihiyya nach der Zeit des fanatischen Abdallah Hassan (besonders in Nordsomalia und im Ogaden) dort verbreitet, wo die religiösen Pflichten durch Traditionen ergänzt werden dürfen. Das geschieht auf dem Land und bei Nomaden, die in kleinen Gruppen unterwegs sind, wobei häufig ein Religionsgelehrter mit ihnen zieht. Ansonsten erhalten sie Besuche von Wanderpredigern eines bestimmten Sufi-Ordens. In den meisten Fällen gehört eine Familie oder ein Clan geschlossen zur selben Bruderschaft.
Seit den 1990er Jahren gibt es politische Bestrebungen von Gruppen wie der Ahlu Sunna wal Jama'a (ASWJ), die Scheichs zusammenbringt, die eine traditionalistisch-islamische Erneuerung anstreben und die drei somalischen Tariqas vereinen möchten. Damit wollen sie dem Einfluss noch radikalerer Islamisten begegnen. Das Verhältnis zwischen den verschiedenen islamischen Lagern ist nicht immer konfliktfrei. Der nördliche Teil Somalias einschließlich Somaliland ist für die Verbreitung des strengen Wahhabismus aufgrund der dort größeren Erfahrung mit der Salihiyya unter Abdallah Hassan empfänglicher als der Süden.